# 井上ともやす
井上 ともやす（いのうえ ともやす、1967年2月16日 - ）は、日本の男性シンガーソングライター、作曲家。千葉県船橋市出身。1970年代日本のフォークソングをルーツに、現在もプロテストソングを作り歌うほか、ブルーグラスからロックまで、幅広いスタイルの自作曲を持ち、石野真子、宮良牧子らの歌手への楽曲提供、CDプロデュースも行っている。沖縄県で出会ったライフスタイルに影響されて三線も弾き、自らの教室で教えている。

## 近況
1987年から毎年上野恩賜公園の水上音楽堂にて「アコースティックボイス」というライブを主催。
現在は関東地方各地を中心に、ギターと三線を使ったオリジナル曲のライブ活動の他、吉田拓郎のカバーだけを歌うトリビュートライブイベントなどを積極的に行っている。
また、神奈川県相模原市のライブハウスアコースティックパフォーマンスコレクションで「井上ともやすのお呼びつけライブ！」と称する自主企画のタイバンライブを定期的に行ない、時には沖縄料理店で流しをしたり、わらぶーとしてのライブも行っている。三線は、時にスライドギターのようにボトルネック奏法も駆使する。
また、沖縄ミュージシャンや石野真子らへの楽曲の提供、宮良牧子、古賀愛子らのCDプロデュース、根岸和寿とのユニット「カーリーブラザーズ」としてお祝いソングの制作、シンガーソングライターのいわさききょうことインターネットラジオ定期番組『どこへ行くフォークソング』を制作するなど、精力的に活動を行っている。

## 略歴
- 1967年 - 九州の福岡県朝倉郡と大分県日田市出身の父母の下、千葉県で生まれ育つ。
- 1982年 - 吉田拓郎に影響を受け、15歳でフォークギターを始める。
- 1985年 - 静岡県掛川市のヤマハリゾートつま恋で開催された「吉田拓郎 "ONE LAST NIGHT IN つま恋"」に触発され、ライブ活動を開始[3]。
- 1992年 - 上野恩賜公園水上音楽堂にて「アコースティックボイス」ライブを主催。
- 1999年 - チーフ井上とフォークゲリラボーイズ名義で、ブルーグラスを日本語の歌詞で歌った「100万回愛してる!!」をリリース。
- 2000年8月 - 隣国の姿を自分の目で確かめるべく、初の外国北朝鮮を万景峰号で訪問。
- 2001年 - チルーとやまとぅんちゅ沖縄ポップスユニットnachi-booのファーストアルバム『あん美(ちゅ)らさ』をリリース。日本トランスオーシャン航空の機内放送に採用。なちぶー（泣き坊）は泣き虫を意味する沖縄方言。
- 2002年 - nachi-booセカンドアルバム『夏の夜はカチャーシー』を発売。
- 2002年7月 - 山梨県白州町（現北杜市）の尾白川渓谷で1999年の夏祭り用に作った「水の詩」をソロシングルとしてリリース。
- 2002年10月25日 - 代官山クラシックスにてコペルニクスの演出で、菊池常利と「神無月〜月を呼ぶ男達」ライブを行う。
- 2004年 - 北朝鮮で出会った人たちとの交流を歌にしたシングル「アンニョンハセヨ　カムサハムニダ」をリリース。いとちんと爆笑沖縄ユニット「わらぶー」を結成、なちぶー（泣き坊）の逆の「笑坊」から命名した。
- 2006年2月 - シングル第三弾「どこへ行くアメリカ」を発売。
- 2006年3月4日　- わらぶー初のCD『わらぶー音楽図鑑』を発売。
- 2010年10月 - 1stソロアルバム『平和の詩（うた）が聞こえる』を発売。
- 2012年8月19日 - 長野県東筑摩郡朝日村あさひプライムスキー場にて開催の「Asahi Prime信州フォークフェスタ2012」[4]に海援隊、あのねのね、オフコースの鈴木康博らと共に出演し、司会も担当。
- 2014年3月2日、9日 - 市川市民文化ネットワークの主催で、千葉県の行徳I&Iホールと四街道市文化センターで開催の、障害を持つ子供とその親らが出演するチャレンジド・ミュージカル『WE WE NA MI MI〜あなたとわたし〜』の宮沢賢治コーナーの音楽を担当。
- 2016年2月14日 - セカンドソロアルバムを発売。
- 2017年2月17日 - 武蔵野市のスターパインズカフェで生誕50周年コンサートを開催。

## ディスコグラフィー

### アルバム
- 『平和の詩（うた）が聞こえる』（2010年10月）

1. 平和の詩が聞こえる
2. やポネシアンブルース
3. 団地っ子のバラッド
4. GoodBye Teen's
5. てーげーeasy（作詞：井上ともやす、作曲：グレン・フライ）（イーグルス「Take It Easy」の沖縄方言カバー）
6. 冷たい雨を聴いている
7. 黄昏挽歌
8. サンキューソング
9. たった一人のお母ちゃんから
10. 広島に雪が降る
11. Spirit To Shout！
12. 縁ですね

- 『アジアの瞳　Peaceful Eyes In Asia』（2016年2月14日、CH-003）

1. どこへ行く日本
2. オヤケアカハチの唄
3. B級キャプテン
4. 歌ってよフォークダディ
5. 椅子
6. どこへ行くアメリカ
7. 音楽が聞こえてくるよ
8. 雨ニモマケズ（作詞：宮沢賢治、作曲：井上ともやす）
9. アジアの瞳
10. ギターを弾いている

### シングル
- 『水の詩』　2002年7月 ファーストシングル　C/W「心の町に行こう」
- 『アンニョンハセヨ　カムサハムニダ』　2004年4月3日シングル第2弾　C/W「明日はきっと晴れ」
- 『どこへ行くアメリカ』　2006年2月4日　シングル　第3弾　C/W「ルーツ」

## 参加作品

### sayama
- 『Water-Spirit』（2002年11月ドイツ盤ヒーリングミュージックのオムニバスアルバム）

### nachi-boo
- 『あん美（ちゅ）らさ』（2001年）
- 『夏の夜はカチャーシー』（2002年）

### チーフ井上とフォークゲリラボーイズ
- 『100万回愛してる』（1999年）

### わらぶー
- 『わらぶー音楽図鑑』（2006年3月4日、ラッツパック wara-0001）

日本トランスオーシャン航空の2008年3月、4月機内放送で「ヤモリがキュ！」を紹介。

## 楽曲提供
古賀愛子
「あなたを想う花になりたい」(2014年9月21日、ヤモリレコーズ　wara-0002）
高田康子
「水の詩」（2009年11月11日）
宮良牧子
「星を追いかけて」（2005年7月6日）
「サンゴぬファーぬ物語」（2008年8月20日、アルバム『心の星』所収）
「心の星」（同上）
「マブイウタ」（2008年11月23日、アトン・ミュージック）
石野真子
「サンキューソング」（『Love Merry-go-round』所収、COME TRUE RECORDS、CTR-08028）
MERRY
「あん美らさ」（2007年9月18日、アルバム『琉星〜Ryusei〜』所収）
「大地をバン！バン！」（同上）
「恋の風」（作曲）（同上）
「てのひら」（作曲）（同上）
内里美香
「サンゴぬファーの物語」（11月10日、『風のションカネー』所収、TUNDAMI TUNE-0002）
映画『風之舞〜風の復活〜』挿入歌

## インターネットラジオ
- 『どこへ行くフォークソング』 - シンガーソングライターのいわさききょうこと共に定期的に行ない、YouTubeでも公開している[5]。

## 映画
- 『風之舞〜風の復活〜』(2007年) - わらぶーとして出演。